# بوژیدارکا کیکا دامیانوویچ-مارکوویچ

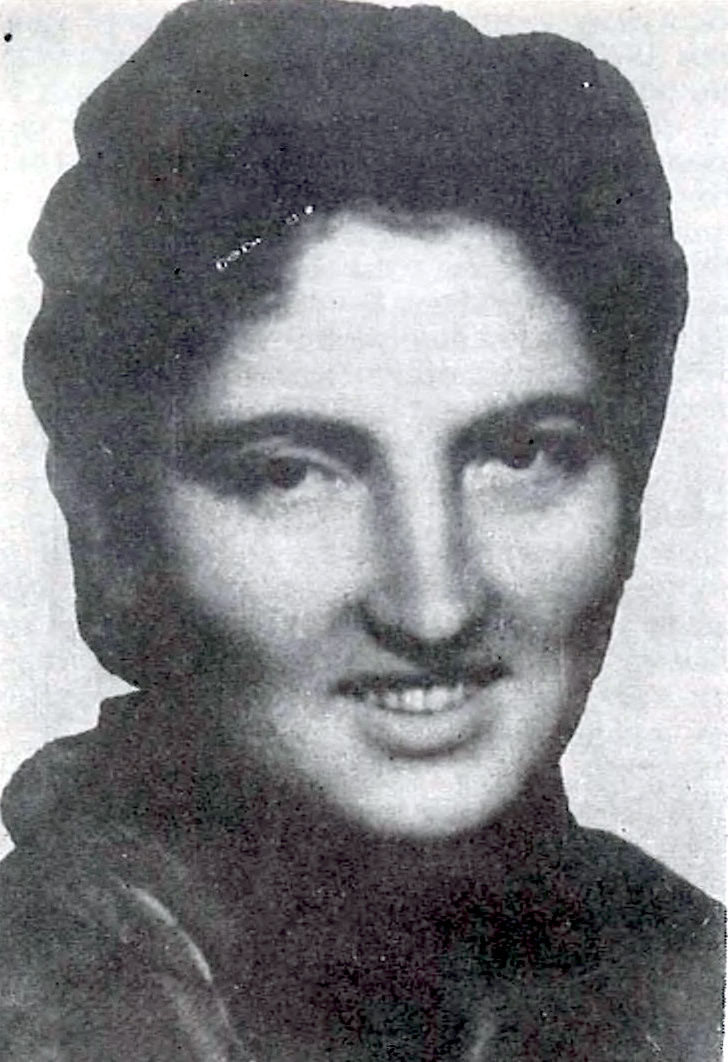
کیکا

بوژیدارکا کیکا دامیانوویچ-مارکوویچ [a] شهره به کیکا (۲۵ سپتامبر ۱۹۲۰–۱۷ ژانویه ۱۹۹۶) یک فرمانده پارتیزان یوگسلاوی در جنگ جهانی دوم در یوگسلاوی بود.
پس از جنگ جهانی دوم، او وارد فعالیت‌های اجتماعی و سیاسی عالی شد، و در مقطعی معاون مجلس فدرال و مجلس ملی جمهوری سوسیالیستی صربستان شد.
او دریافت کننده مدال یادبود پارتیزان ۱۹۴۱ و نشان قهرمان ملی (یوگسلاوی) بود.

## سنین جوانی و تحصیل
بوژیدارکا دامیانوویچ در ۲۵ سپتامبر ۱۹۲۰ در ملادنوواتس در خانواده‌ای با چهار فرزند به دنیا آمد. پدرش جورا دامیانوویچ کارگر راه‌آهن بود که در کوپلار به دنیا آمد. او مدرسه ابتدایی را در ملادنوواک و چهار کلاس دبیرستان را در اسمدروفسکا پلانکا به پایان رساند. تا آغاز جنگ جهانی دوم، او مدرسه صنایع دستی را به پایان رساند و شروع به تحصیل در یک مدرسه تندنویسی کرد. هنگامی که خانواده او به والیفو نقل مکان کردند، دامیانوویچ در ملادنوواچ درماند اگرچه جنگ به تحصیلات تکمیلی او پایان داد.

## جنگ جهانی دوم
سازمان دهندگان قیام و اعضای اتحادیه کمونیست‌های یوگسلاوی در کراگویواتس که او در تابستان ۱۹۴۱ با آنها ارتباط برقرار کرد، وظایف مختلف مربوط به شورش را به او محول کردند که او با موفقیت این امور محوله انجام داد. او در حالی برای آماده‌سازی قیام کار می‌کرد که به‌طور غیرقانونی در ملادنواچ زندگی می‌کرد. او در اواخر ژوئن ۱۹۴۱ به عضویت اتحادیه جوانان کمونیست یوگسلاوی درآمد.
در اواسط اکتبر ۱۹۴۱، او داوطلب شد تا به اولین گروه از پارتیزان‌های شومادیج (اولین جوخه پارتیزان) بپیوندد و در آنجا به عضویت این گروه پذیرفته شد. او سپس عضو حزب کمونیست یوگسلاوی، و سپس به عضویت کمیساریای حزب کمونیست یوگسلاوی برای ناحیه ملادنوواک منصوب شد.
هنگامی که گروهان پارتیزان کوسماج به دلیل عملیات یوزیسه ارتش اشغالگر آلمان و متحدانش به منطقه سنجاک عقب‌نشینی کردند، یک گروهان پارتیزانی در این قلمرو باقی ماندند که گهگاه دست به اقدامات مسلحانه می‌زدند. دامیانوویچ در همه این عملیات‌های چریکی شرکت داشت. او نام مستعار خود «کیکا» را از همرزمانش در این زمان دریافت کرد.
در سال ۱۹۴۲، دامیانوویچ، همسرش دراگوسلاو مارکوویچ، آندریا هابوش و پارتیزان‌های دیگر در یک عملیات غافلگیری در یک مدرسه دهقانی در ملادنواچ محاصره شدند، اما موفق شدند از آنجا جدا رهایی یابند.
در سال ۱۹۴۳ او با مارکوویچ، از روسای اتحادیه کمونیست‌های یوگسلاوی ازدواج کرد. در همان سال، دامیانوویچ به عنوان معاون کمیساریای سیاسی منصوب شد. او در عملیات‌های چریکی متعددی علیه ورماخت اشغالگر و تشکیلات مسلح محلی مانند پلیس ویژه، گارد دولتی صربستان و چتنیک‌ها، پارتیزان‌ها را رهبری کرد.
در پاییز ۱۹۴۴، در جریان مبارزه برای آزادی صربستان، دامیانوویچ فرماندهی گروه پارتیزان کوسماج را بر عهده داشت.
در پایان جنگ، او همچنین یکی از اعضای کمیته منطقه ملادنواچ در اتحادیه کمونیست‌های یوگسلاوی بود.
پس از آزادی صربستان در سال ۱۹۴۴، او در دادگاه ژانکا استوکیچ و سیما پاندوروویچ (هنرمندان صربستانی متهم به همکاری با اشغالگران) شرکت کرد.

## دوره جمهوری سوسیالیستی فدرال یوگسلاوی
پس از پایان جنگ جهانی دوم، او در سمت‌های سیاسی زیر فعال بود: دستیار رئیس کمیسیون کنترل دولتی جمهوری سوسیالیستی صربستان، رئیس اداره پرسنل کمیته مرکزی حزب کمونیست صربستان و عضوی از هیئت اجرایی آن. به موازات فعالیت‌های سیاسی، او مدرسه تربیت معلم را به پایان رساند. و از سال ۱۹۵۲ به عنوان معلم مشغول به کار شد. بین سالهای ۱۹۵۹ و ۱۹۶۳، او به عنوان مدیر در یک مدرسه ابتدایی در بلگراد خدمت کرد. او همچنین مدیر مؤسسه آموزش ابتدایی و آموزش معلمان جمهوری سوسیالیستی صربستان بود.
از پایان جنگ جهانی دوم، او بارها به عنوان معاون ملی مجلس فدرال و مجلس ملی جمهوری سوسیالیستی صربستان انتخاب شد.
در طول جنگ، او در ارگان جبهه خلق صربستان، گلاس، و کوسماجسکی بوراک، به کار روزنامه‌نگاری پرداخت. پس از جنگ، او در روزنامه نوی دانی ("روزهای جدید") و بسیاری از نشریات دیگر همکاری داشت. او زندگی‌نامه ای به نام Ja i moji drugovi (من و رفقای من) نوشت.
او در ۱۷ ژانویه ۱۹۹۶ درگذشت.

## جوایز و افتخارات
- مدال یادبود پارتیزان ۱۹۴۱ و سایر جوایز یوگسلاوی
- ۹ اکتبر ۱۹۵۳، نشان قهرمان ملی (یوگسلاوی)
- جایزه اکتبر شهر بلگراد

## یادداشت
1. ^ Damjanović is sometimes spelled as Damnjanović.